# 藤枝市立葉梨中学校
藤枝市立葉梨中学校（ふじえだしりつ はなしちゅうがっこう）は、静岡県藤枝市中ノ合にある公立中学校。

## 学校教育目標
自立　そして　未来へ

### 重点目標
自ら学び、支え合い、共に高め合う

### 学校経営の柱
- 地域に根ざした「魅力ある学校づくり」《地域とふれあう特色ある教育活動》
- 「学ぶ楽しさのある授業づくり」《つなぐをキーワードにした授業形態》
- 「磨き、高め合う集団づくり」《縦割り集団等による創造的な活動》
- 「自己をひらく生き方づくり」《地域の人の生き方に学ぶ活動など》

### 目指す生徒像
- 自ら考え、正しく判断し、何事にも意欲的に取り組む生徒（自立）
- 互いを認め、協調し、支え合って共に高め合う生徒（共生）

## 特色
- あいさつ運動
- 響く歌声
- ボランティアによる読み聞かせ
- 福祉活動

## 体験活動
- 地域探訪（1年生）
- 職場体験学習（2年生）
- 施設訪問
- 三世代交流活動

## 小学校と連携した教育活動
- 中学生による小学校での読み聞かせ

## 付近
- 衣原古墳
- 蓮華寺池公園
- 新東名高速道路
- 国道1号

## 交通
- しずてつジャストライン　葉梨線　「葉梨中学校」バス停
- 東海道本線藤枝駅・西焼津駅
- 静岡県道215号伊久美藤枝線
- 国道1号藤枝バイパス
- 東名高速道路焼津IC
- 新東名高速道路藤枝岡部IC